# 廣澤局
廣澤局（ひろさわのつぼね、元龜3年（1573年） - 寛永14年（1637年））、肥前垣添城主名護屋經勝女，為豐臣秀吉的側室。名為廣子。

## 生平
廣子一直到20歳時都還是單身。1594年的四月，秀吉對朝鮮出兵時在名護屋城成為秀吉的側室。之後，秀吉於山里丸的一處修建廣澤寺。以為廣澤局的眼病治癒而供奉的佛像為契機。
1593年的8月秀吉返回大阪、後來就再也沒回名護屋城了。
1598年、她於名護屋城的山里丸居住著、8月秀吉死去、也有因兄長名護屋經述先行死去而出家一說。
1637年廣子死去。